# Język nengone
Język nengone, także: iwatenu, maré (mare) – język austronezyjski używany w prowincji Loyalty Islands w Nowej Kaledonii, przez mieszkańców wysp Maré (Nengone) i Tiga.
W latach 60. XX w. oszacowano, że ma 4–5 tys. użytkowników. Według danych z 2009 roku posługuje się nim blisko 9 tys. osób.
Nazwa „iwatenu” określa specjalny język o charakterze grzecznościowym. W latach 60. XX w. odnotowano, że leksyka iwatenu w dużej mierze wyszła z użycia. Część form iwatenu nie wykazuje pokrewieństwa ze zwykłymi wyrazami nengone.
Badaniem języka drehu zajmowali się D.T. Tryon i M.J. Dubois. Poświęcono mu opracowanie gramatyczne (1967)  oraz dwuczęściowy słownik (1969, 1971) . 
Jest stosowany w edukacji. Zapisywany alfabetem łacińskim. System ortografii powstał za sprawą działalności misjonarzy.